# Alice Clark
Alice Clark (1 de agosto de 1874 – 11 de mayo de 1934) fue una académica, historiadora y feminista inglesa.

## Biografía
Alice era hija de Helen Priestman Bright (1840–1927) y de William Stephens Clark (1839-1925). La familia Clark era cuáquera, del gremio de zapateros -  C. y J. Clark Ltd. fabricantes de botas, zapatos y también de alfombras de piel de oveja. Una de sus hermanas, la Dra. Hilda Clark, fue una médica influyente y especialista en el tratamiento de la tuberculosis.
En un análisis de la explosión social, del industrialismo en la Gran Bretaña, Alice Clark argumentó que en el siglo XVI en Inglaterra, las mujeres estaban involucradas en muchos aspectos de la industria y la agricultura. El hogar era una unidad central de producción y las mujeres desempeñaban un papel central en la gestión de las granjas, y en algunos comercios y fincas. Sus útiles roles económicos les dieron una especie de igualdad con sus esposos. Sin embargo, Clark argumenta que, a medida que el capitalismo se expandió en el siglo XVII, hubo más y más división del trabajo, con el marido tomando trabajos remunerados fuera del hogar y la esposa reducida al trabajo doméstico no remunerado. Las mujeres de clase media estaban confinadas a una existencia doméstica ociosa, supervisando a las sirvientas; donde, las mujeres de clase baja fueron obligadas a tomar trabajos mal pagados. El capitalismo, por lo tanto, tuvo un efecto negativo en las mujeres poderosas.

## Obra

### Reediciones
- 2013. The Working Life of Women in the Seventeenth Century, 328 p. editor Routledge, ISBN 1136233881, ISBN 9781136233883

## Otras lecturas
- Berg, Maxine. "The first women economic historians." Economic History Review 45.2 (1992): 308–329. in JSTOR

- Clark, Alice (1982). Working life of women in the seventeenth century. Londres: Routledge & K. Paul. ISBN 0-7100-9045-5.